# Basco unificado

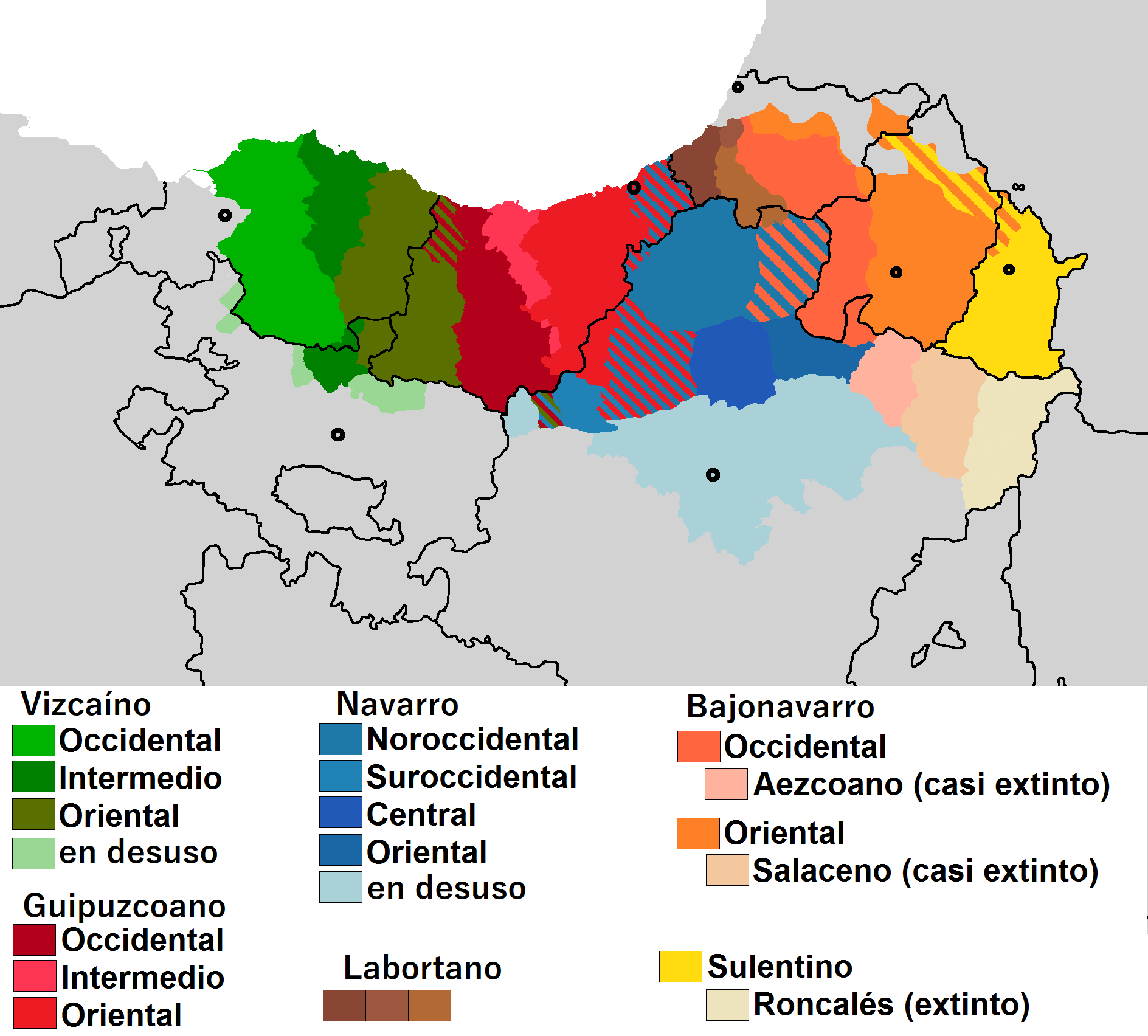

O basco unificado (em basco euskara batua) é o suporte normativo (ou registo) do basco escrito. Baseia-se nos dialectos centrais do basco como o dialecto navarro, dialecto navarro-labortano e o dialecto central do basco, e encontra-se influenciado pelo labortano clássico do século XVII, precursor da literatura basca e fruto da união entre os dialectos espanhóis e franceses.
O processo para a unificação literária iniciou-se em 1918 com a fundação da Real Academia da Língua Basca e a apresentação de diferentes propostas que culminaram em 1968, na reunião do Santuário de Aránzazu (Arantzazuko Batzarra) na qual a Real Academia da Língua Basca, durante a celebração do seu 50º aniversário, decide apoiar e promover formalmente o relatório das Decisões do Congresso de Baiona (Baionako Biltzarraren Erabakiak) de 1964 redigido pelo Departamento Linguístico da Secretaria Basca (Euskal Idazkaritza) de Baiona, apoiado por distintos literatos bascos através da recém-criada Idazleen Alkartea (Associação de Escritores) e Ermuako Zina (Juramento de Ermua) de 1968. Os postulados deste relatório foram recolhidos no papel apresentado pelo académico Koldo Mitxelena, o qual encarregar-se-ia daí em diante, juntamente com Luis Villasante, de dirigir o processo da unificação literária.
Este registo é usado na administração, no ensino e nos meios de comunicação, pois a nível local e oral continua-se utilizando os diferentes dialectos. As instituições seguem as normas e directrizes marcadas pela Real Academia da Língua Basca para o basco unificado.